# هارتویک (آیووا)
هارتویک (به انگلیسی: Hartwick) شهری در ایالت آیووا کشور ایالات متحده آمریکا است که جمعیت آن در سرشماری سال ۲۰۱۰ میلادی، ۸۶ نفر بوده‌است.